# Ribbon Around the Bomb
Ribbon Around the Bomb è il quarto album in studio del gruppo musicale inglese Blossoms, pubblicato nel 2022.

## Tracce
Testi e musiche di Tom Ogden, Josh Dewhurst, Charlie Salt, Joe Donovan e Miles Kellock, eccetto dove indicato.
1. The Writer's Theme – 0:35 (Ogden, James Skelly)
2. Ode to NYC – 2:51
3. Ribbon Around the Bomb – 2:34
4. The Sulking Poet – 3:34
5. Born Wild – 3:42
6. The Writer – 2:46 (Ogden)
7. Everything About You – 4:04
8. Care For – 2:49
9. Cinerama Holy Days – 3:14
10. Edith Machinist – 3:12
11. Visions – 7:00
12. The Last Chapter – 0:48 (Ogden, Skelly)

## Formazione
Blossoms
- Tom Ogden – voce, chitarra acustica (tracce 2–11); armonica (2), piano (3, 4, 9, 12), chitarra elettrica (5, 7, 9)
- Josh Dewhurst – chitarra acustica, chitarra elettrica (2–5, 7–11)
- Charlie Salt – basso, cori (2–5, 7–11); clavinet (8), chitarra acustica (3,4)
- Joe Donovan – batteria (2–5, 7–11)
- Myles Kellock – tastiera (2–5, 7–11)

Altri musicisti
- Rosie Danvers – orchestrazione, violoncello (1–3, 8, 10, 11)
- Emma Owens – viola (1–3, 8, 10, 11)
- Meghan Cassidy – viola (1–3, 8, 10, 11)
- Ellie Stanford – violino (1–3, 8, 10, 11)
- Hayley Pomfrett – violino (1–3, 8, 10, 11)
- Jenny Sacha – violino (1–3, 8, 10, 11)
- Patrick Kiernan – violino (1–3, 8, 10, 11)
- Zara Benyounes – violino (1–3, 8, 10, 11)
- Fiona Skelly – cori (2–5, 7–11)
- Niamh Rowe – cori (2–5, 7–11)
- Ian Skelly – percussioni (2–5, 7–11)

## Classifiche
| Classifica (2022) | Posizione raggiunta |
| ----------------- | ------------------- |
| Regno Unito       | 1                   |